# (12611) Ingres
(12611) Ingres ist ein Asteroid des Hauptgürtels, der am 24. September 1960 von dem niederländischen Astronomenehepaar Cornelis Johannes van Houten und Ingrid van Houten-Groeneveld entdeckt wurde. Die Entdeckung geschah im Rahmen des Palomar-Leiden-Surveys, bei dem von Tom Gehrels mit dem 120-cm-Oschin-Schmidt-Teleskop des Palomar-Observatoriums (IAU-Code 675) aufgenommene Feldplatten an der Universität Leiden durchmustert wurden.
Der Asteroid wurde am 24. November 2007 nach dem französischen Maler Jean-Auguste-Dominique Ingres (1780–1867) benannt, einem Vertreter des Klassizismus und bedeutenden Vertreter der offiziellen Kunst im Frankreich des 19. Jahrhunderts.